# BOBCATSSS

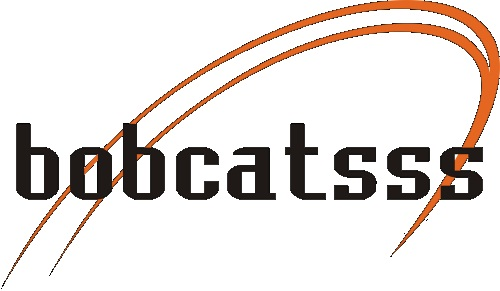
Logo

BOBCATSSS è un simposio internazionale di biblioteconomia e scienza dell'informazione di cadenza annuale. È organizzata sotto l'egida dell'associazione EUCLID (European Association for Library and Information Education and Research) da esperti di tali settori appartenenti, per ogni edizione, ad almeno due università.
Il termine "BOBCATSSS" è un acronimo delle città organizzatrici del primo simposio, ovvero: Budapest, Oslo, Barcellona, Copenaghen, Amsterdam, Tampere, Stoccarda, Szombathely e Sheffield. Negli ultimi anni, anche università di altre città hanno partecipato all'organizzazione dell'evento: Borås, Riga, Charkiv, Mosca, Tallinn, Toruń, Varsavia, Sofia, Lubiana, Cracovia, Bratislava, Praga, Osjiek, Zara, Berlino, Potsdam, Porto, Ankara, Parma, Brno, Parigi, Lione e Knoxville.

## Edizioni
| Anno | Luogo                  | Tema |
| ---- | ---------------------- | --- |
| 1993 | Budapest, Ungheria     | The Role of Libraries Today, Tomorrow and Beyond                                                                    |
| 1994 | Budapest, Ungheria     | The Future of Librarianship                                                                                         |
| 1995 | Budapest, Ungheria     | Marketing and Development of New Information Products and Services in Europe                                        |
| 1996 | Budapest, Ungheria     | Quality of Information Services                                                                                     |
| 1997 | Budapest, Ungheria     | New Book Economy / International Symposium Marketing and Developing New Information Products and Services in Europe |
| 1998 | Budapest, Ungheria     | Shaping the Knowledge Society                                                                                       |
| 1999 | Bratislava, Slovacchia | Learning Society - Learning Organisation - Lifelong Learning                                                        |
| 2000 | Cracovia, Polonia      | Intellectual Property versus The Right to Knowledge?                                                                |
| 2001 | Vilnius, Lituania      | Knowledge, Information and Democracy in the Open Society: the Role of the Library and Information Sector            |
| 2002 | Portorose, Slovenia    | Hum@n Beings and Information Specialists. Future Skills, Qualifications, Positioning                                |
| 2003 | Toruń, Polonia         | Information Policy and the European Union                                                                           |
| 2004 | Riga, Lettonia         | Library and Information in Multicultural Societies                                                                  |
| 2005 | Budapest, Ungheria     | Librarianship in the information age                                                                                |
| 2006 | Tallinn, Estonia       | Information, Innovation, Responsibility: Information professional in the Network Society                            |
| 2007 | Praga, Repubblica Ceca | Marketing of Information Services                                                                                   |
| 2008 | Zara, Croazia          | Providing access to information for everyone                                                                        |
| 2009 | Porto, Portogallo      | Challenges for the new information professional                                                                     |
| 2010 | Parma, Italia          | Bridging the Digital Divide: Libraries providing access for all?                                                    |
| 2011 | Szombathely, Ungheria  | Finding New Ways |
| 2012 | Amsterdam, Paesi Bassi | Information in e-motion                                                                                             |
| 2013 | Ankara, Turchia        | Collections to Connections: Turning the Libraries “Inside-Out”                                                      |
| 2014 | Barcellona, Spagna     | Library (r)evolution: Promoting sustainable information practices                                                   |
| 2015 | Brno, Repubblica Ceca  | Design, innovation, participation                                                                                   |
| 2016 | Lione, Francia         | Information, libraries, democracy                                                                                   |
| 2017 | Tampere, Finlandia     | Improving Quality of Life through Information                                                                       |
| 2018 | Riga, Lettonia         | The power of reading                                                                                                |
| 2019 | Osijek, Croazia        | Information and technology transforming lives: Connection, Interaction, Innovation                                  |
| 2020 | Parigi, Francia        | Information management, fake news and disinformation                                                                |